# エフゲニー・アファナーシエフ

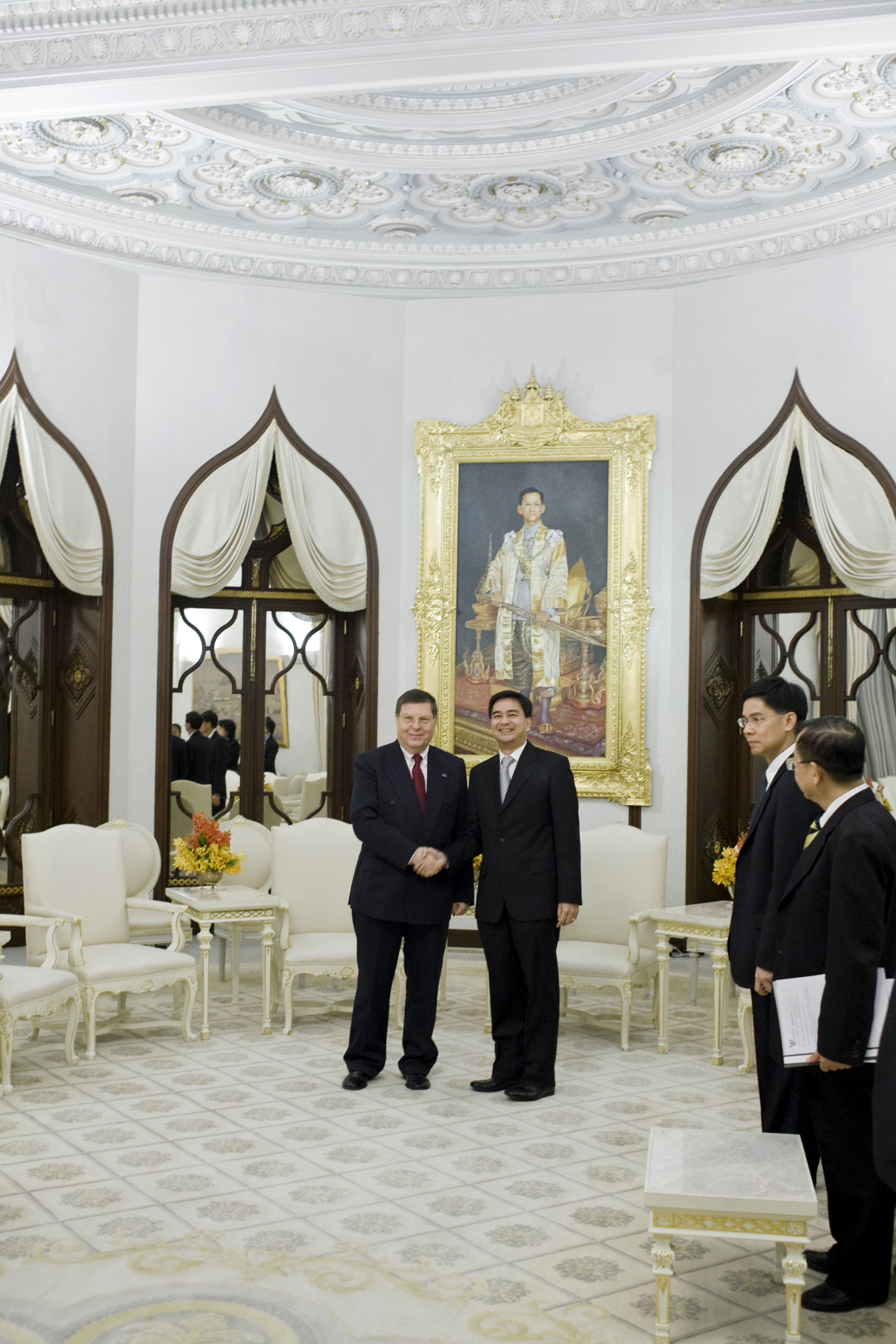
エフゲニー・アファナーシェフ大使（左）とタイのアピシット・ウェーチャチーワ首相（2010年2月10日撮影）

エフゲニー・ウラージミロヴィチ・アファナーシェフ（アファナシェフ、ロシア語: Евге́ний Влади́мирович Афана́сьев、ラテン文字転写の例：Yevgeniy Vladimirovich Afanas'yev、1947年5月25日  - ）は、ソビエト連邦時代から生え抜きのロシアの外交官。2012年2月20日から2018年1月29日にかけて駐日ロシア大使。

## 来歴
1970年モスクワ国際関係大学を卒業し、ソ連外務省に入省する。1994年連邦外務省第一アジア局長。1997年6月3日から2001年12月25日まで、 駐韓国特命全権大使。
2001年本省に戻り、第一アジア局長。
2004年11月9日から2010年2月3日まで、駐タイ特命全権大使兼アジア太平洋経済社会委員会（ESCAP）ロシア常駐代表（大使）。
2010年ロシア外務省人事局長を経て、2012年2月20日から、駐日大使。2018年1月29日、ミハイル・ユーリエヴィチ・ガルージンが次期駐日大使に任命されたことにより、アファナーシェフは駐日大使としての職務を全うした。